# World Games 2017/Teilnehmer (Republik Moldau)
| Gelbes Symbol für Goldmedaillen mit stilisierten Olympischen Ringen | Graues Symbol für Silbermedaillen mit stilisierten Olympischen Ringen | Braundes Symbol für Bronzemedaillen mit stilisierten Olympischen Ringen |
| ------------------------------------------------------------------- | --------------------------------------------------------------------- | ----------------------------------------------------------------------- |
| 1                                                                   | —                                                                     | 1                                                                       |

Die Republik Moldau nahm in Breslau an den World Games 2017 teil. Die moldauische Delegation bestand aus 8 Athleten, die in den Disziplinen Tanzen und Kickboxen antraten.

## Medaillengewinner

### Gold
| Name                         | Sportart | Wettkampf    |
| ---------------------------- | -------- | ------------ |
| Anna Matus Gabriele Goffredo | Tanzen   | Latein Tänze |

### Bronze
| Name          | Sportart  | Wettkampf |
| ------------- | --------- | --------- |
| Pavel Voronin | Kickboxen | K1 91 kg  |

### Kickboxen
| Männer             |          |                     |        |               |               |               |               |               |               |               |
| Alexandru Bejenaru | K1 75 kg | Zakaria Laaouatni   | 0:3    | ausgeschieden | ausgeschieden | ausgeschieden | ausgeschieden | ausgeschieden | ausgeschieden | ausgeschieden |
| Denis Telesman     | K1 81 kg | Aleksandar Menkovic | 0:3    | ausgeschieden | ausgeschieden | ausgeschieden | ausgeschieden | ausgeschieden | ausgeschieden | ausgeschieden |
| Adrian Gologan     | K1 86 kg | Omid Nosrati        | 0:3 KO | ausgeschieden | ausgeschieden | ausgeschieden | ausgeschieden | ausgeschieden | ausgeschieden | ausgeschieden |
| Pavel Voronin      | K1 91 kg | Tawfik El Yacoubi   | 3:0    | Mateusz Pluta | 0:3 RSC       | Willer Alves  | 2:1           | Bronze        |               |               |

RSC = Referee stopped contest

### Tanzen

#### Standard Tänze
| Paar                         |    |    |    |    |    |    |    |    |    |   |               |               |    |
| Valeria Gumeniuc Dima Kusnir | 22 | 20 | 22 | 20 | 22 | 10 | 10 | 10 | 10 | 9 | ausgeschieden | ausgeschieden | 20 |

#### Latein Tänze
| Athleten                     | 1. Runde | 1. Runde    | 1. Runde | 1. Runde   | 1. Runde | Halbfinale | Halbfinale  | Halbfinale | Halbfinale | Halbfinale | Finale | Finale      | Finale | Finale     | Finale | Rang |
| Athleten                     | Samba    | Cha Cha Cha | Rumba    | Paso Doble | Jive     | Samba      | Cha Cha Cha | Rumba      | Paso Doble | Jive       | Samba  | Cha Cha Cha | Rumba  | Paso Doble | Jive   | Rang |
| ---------------------------- | -------- | ----------- | -------- | ---------- | -------- | ---------- | ----------- | ---------- | ---------- | ---------- | ------ | ----------- | ------ | ---------- | ------ | ---- |
| Paar                         |          |             |          |            |          |            |             |            |            |            |        |             |        |            |        |      |
| Anna Matus Gabriele Goffredo | 1        | 1           | 1        | 1          | 1        | 1          | 1           | 1          | 1          | 1          | 1      | 1           | 1      | 1          | 1      | Gold |